# Список умерших в 1177 году
В этой статье представлен список известных людей, умерших в 1177 году.
См. также: Категория:Умершие в 1177 году

## Январь
- 13 января — Генрих II Язомирготт — маркграф Австрии (1141—1158), первый герцог Австрии (1158—1177), герцог Баварии (1141—1156), пфальцграф Рейнский (1140—1141), участник второго крестового похода
- Эйстейн III Девчушка — король Норвегии, (лидер биркебейнеров) (1176—1177), убит в сражении при Ре.

## Март
- 8 марта — Адальпрет[итал.] — епископ Тренто (1156—1177), святой римско-католической церкви, убит[1].

## Июнь
- Вильгельм Длинный Меч — граф Яффы и Аскалона (1176—1177)

## Июль
- 12 июля — Герман II фон Аурах[нем.] — епископ Бамберга (1170—1177).

## Август
- 3 августа — Нуньо Перес де Лара, кастильский дворянин, политик и военный лидер, регент Кастилии (1164—1169) при несовершеннолетнем короле Альфонсо VIII.

## Октябрь
- 18 октября — Ольдржих — князь Градецкий (1152—1153), князь Оломоуца (1173—1177)

## Дата неизвестна или требует уточнения
- Альберт Парижский — французский композитор.
- Альберто да Джуссано — легендарный итальянский гвельф-кондотьер во времена войн Ломбардской лиги против Фридриха Барбароссы, создатель роты смерти.
- Аод ан Макаоим Тоинлеас, правитель Тулаха Ока и Тир Эогайна (ок. 1167—1177).
- Гельмольд из Босау — немецкий историк, автор «Славянской хроники»
- Гуго Биго — первый граф Норфолк (1140—1177), активный участник гражданской войны в Англии 1135—1154 гг., один из лидеров мятежа сыновей Генриха II в 1173—1174 гг.
- Елюй Пусувань, регентша Каракитайского ханства.
- Жильбер Сирийский — Великий магистр ордена госпитальеров (1172—1177)
- Жоффруа III де Пентьевр — граф де Пентьевр (1154—1177)
- Константин II — митрополит Киевский и всея Руси (1167—1169)
- Трибхуванадитьяварман — император Кхмерской империи (1166—1177)
- Уолтер Фиц-Алан — англонормандский рыцарь бретонского происхождения, 1-й наследственный лорд-стюард Шотландии, основатель шотландского дворянского рода Стюартов.
- Фудзивара но Киёсукэ[нем.] — японский поэт.